# Paracles latior
Paracles latior là một loài bướm đêm thuộc phân họ Arctiinae, họ Erebidae.